# Daleko od noszy 2
Daleko od noszy 2 – polski sitcom wyświetlany przez telewizję Polsat od 13 marca 2010 do 25 maja 2011. Serial można oglądać online w Polsat Box Go, w Nowa TV oraz Comedy Central. Dawniej emitowany w Polsacie 2 i ATM Rozrywka. 
Kontynuacja seriali: Szpital na perypetiach i Daleko od noszy.

## Fabuła
Serial jest parodią polskich realiów szpitalnych i kładzie nacisk na relacje w obrębie zespołu medycznego, stosunek pracowników placówki do pacjentów. Postępowanie ordynatora Zygmunta Łubicza z personelem uosabia feudalne stosunki w polskiej służbie zdrowia, mobbing i wszechwładzę kadry kierowniczej. Pomimo dużego przerysowania zarówno postaci jak i sytuacji, serial wydaje się oddawać społeczną percepcję stanu polskich szpitali oraz mentalności części personelu medycznego.
Serial jest kontynuacją sitcomów Szpital na perypetiach – 1 serial komediowego wyprodukowanego w latach 2001–2003 i 2 serial Daleko od noszy – serialu komediowego wyprodukowanego w latach 2003–2009 w dużym stopniu przez ten sam zespół. Zmieniła się firma, która serial produkowała, nieznacznie także zmieniono obsadę. Można jednak uznać, że produkcja jest ścisłą kontynuacją poprzednika.

### Obsada
| Aktor                | Rola                             | Lata występowania | Pierwszy odcinek | Ostatni odcinek |
| -------------------- | -------------------------------- | ----------------- | ---------------- | --------------- |
| Krzysztof Kowalewski | ord. mgr Marian/Roman Łubicz     | 2010–2011         | 1                | 37              |
| Hanna Śleszyńska     | siostra Genowefa Basen           | 2010–2011         | 1                | 37              |
| Paweł Wawrzecki      | dr Roman Kidler                  | 2010–2011         | 1                | 37              |
| Piotr Gąsowski       | dr Czesław Basen                 | 2010–2011         | 1                | 37              |
| Anna Przybylska      | dr Karina Juraś                  | 2010              | 1                | 25              |
| Agnieszka Suchora    | siostra Barbara Es               | 2010–2011         | 1                | 37              |
| Krzysztof Tyniec     | dr Rudolf Wstrząs                | 2010–2011         | 1                | 37              |
| Rafał Rutkowski      | dr Szerlok Dżems Kraśnik         | 2010–2011         | 1                | 37              |
| Magdalena Mazur      | siostra Magda                    | 2010–2011         | 1                | 37              |
| Bogusław Kaczmarczyk | pacjent Bogumił Nowak            | 2010–2011         | 1                | 37              |
| Maciej Wierzbicki    | sanitariusz Sławomir Słowikowski | 2010–2011         | 3                | 37              |
| Joanna Koroniewska   | mecenas Alicja                   | 2010–2011         | 6                | 35              |
| Agata Załęcka        | siostra Ewa                      | 2011              | 32               | 37              |
| Justyna Ekert        | siostra Martyna                  | 2010              | 1                | 13              |
| Jerzy Kryszak        | biznesmen Bizoń                  | 2010              | 1                | 13              |

### Gościnne występy
| Aktor              | Rola                                | Lata występowania | Numery odcinków |
| ------------------ | ----------------------------------- | ----------------- | --------------- |
| Zbigniew Bogdański | pacjent Nowotko                     | 2010              | 4               |
| Marek Serafin      | operowany pacjent                   | 2010              | 4               |
| Maciej Dancewicz   | hydraulik                           | 2010              | 10              |
| Andrzej Dębski     | pacjent Bronisław Symulant          | 2010              | 10              |
| Jacek Kałucki      | pacjent                             | 2010              | 10              |
| Alan Andersz       | Irys, syn premiera                  | 2010              | 12              |
| Paweł Tucholski    | pacjent                             | 2010              | 16–17           |
| Andrzej Niemirski  | Mistrz Uwodzenia                    | 2010              | 19              |
| Tadeusz Ross       | wysoki komisarz z Unii Europejskiej | 2010              | 22              |
| Mirosław Kowalczyk | pacjent                             | 2010              | 25              |
| Ewa Złotowska      | Ciocia Munia                        | 2010              | 7               |
| Ewa Złotowska      | panna młoda                         | 2011              | 34              |
| Patrycja Soliman   | Wiktoryna, siostrzenica ordynatora  | 2011              | 34, 35, 37      |

## Lista odcinków
| Nr | Data premiery | Tytuł odcinka                 |
| -- | ------------- | ----------------------------- |
| 1  | 13.03.2010    | Wszyscy jesteśmy ordynatorami |
| 2  | 20.03.2010    | Bliźniaki dwujajowe           |
| 3  | 27.03.2010    | 9 milionów                    |
| 4  | 03.04.2010    | Szpital marzeń                |
| 5  | 24.04.2010    | Zdrowe współzawodnictwo       |
| 6  | 01.05.2010    | Kto kim jest naprawdę         |
| 7  | 08.05.2010    | Ciocia Munia                  |
| 8  | 15.05.2010    | Doktor portugal               |
| 9  | 16.05.2010    | Komando Groch                 |
| 10 | 22.05.2010    | Mistrz cienkiego szwu         |
| 11 | 23.05.2010    | Zmiana czasu                  |
| 12 | 29.05.2010    | Syn premiera                  |
| 13 | 30.05.2010    | Przetarg na kota              |

| Nr | Data premiery | Tytuł odcinka           |
| -- | ------------- | ----------------------- |
| 14 | 11.09.2010    | Profesor z MIAMI        |
| 15 | 18.09.2010    | Dolne Samoa             |
| 16 | 25.09.2010    | Nielegalne SPA          |
| 17 | 02.10.2010    | Kidler w ciąży          |
| 18 | 09.10.2010    | Skutki uboczne          |
| 19 | 16.10.2010    | Szkoła uwodzenia        |
| 20 | 23.10.2010    | Palący problem Kidlera  |
| 21 | 30.10.2010    | Moje życie intymne      |
| 22 | 06.11.2010    | Pokaz mody szpitalnej   |
| 23 | 13.11.2010    | Gdy zachoruje Ordynator |
| 24 | 20.11.2010    | Eliksir starości        |
| 25 | 27.11.2010    | Milion dolarów za Nobla |

| Nr | Data premiery | Tytuł odcinka                 |
| -- | ------------- | ----------------------------- |
| 26 | 05.03.2011    | Tajemnicze zniknięcie Karinki |
| 27 | 12.03.2011    | Prześladowca Kraśnika         |
| 28 | 19.03.2011    | Który ojciec, która matka?    |
| 29 | 26.03.2011    | Paraliż pana ordynatora       |
| 30 | 02.04.2011    | Komputeryzacja szpitala       |
| 31 | 09.04.2011    | Doktor doberman               |
| 32 | 16.04.2011    | Delegacja do Indii            |
| 33 | 23.04.2011    | Pamięć absolutna              |
| 34 | 30.04.2011    | Flachą w czachę               |
| 35 | 07.05.2011    | Wściekłe zwierzę              |
| 36 | 14.05.2011    | Sekstaśmy Kolina F.           |
| 37 | 21.05.2011    | Cud nad Wisłą                 |